# Бокас-дель-Торо (архипелаг)
Архипелаг Бо́кас-дель-То́ро (исп. Archipiélago de Bocas del Toro) — группа островов (архипелаг) в Карибском море, принадлежит Панаме.

## География

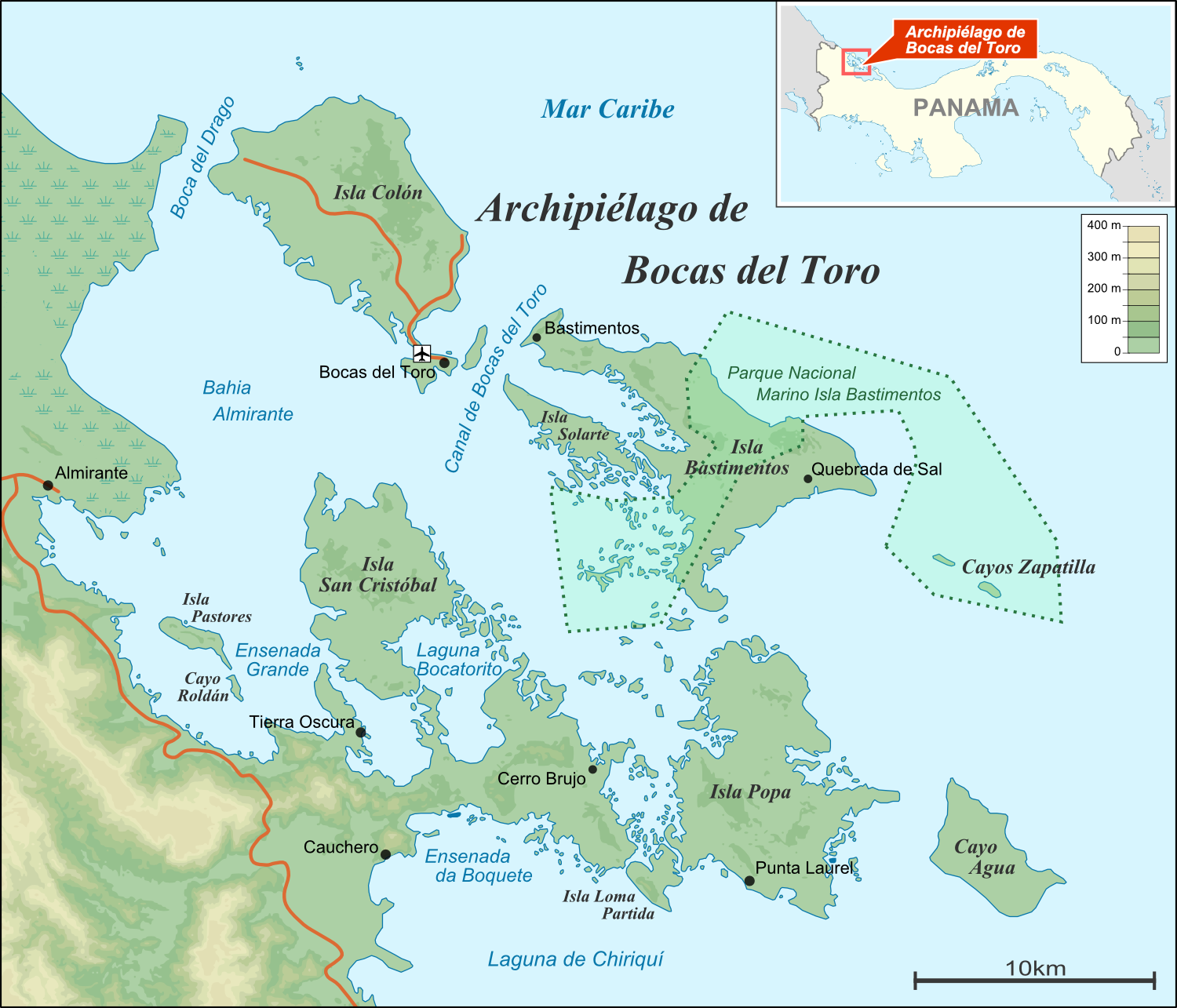
Острова Бокас-дель-Торо.

Архипелаг Бокас-дель-Торо находится в юго-западной части Карибского моря, у северо-западного побережья Панамы, близ её границы с Коста-Рикой. Они отделяют бухту Альмира́нте и лагуну Чирики́ (Laguna de Chiriquí) от собственно Карибского моря. Площадь архипелага — 250 км².
Архипелаг состоит из 7 крупных островов, 52 мелких и более чем 200 скал и отмелей. К крупным островам относятся:
- Бастиментос — 52 км²;
- Каренеро — 4 км²;
- Кайо-Агуа — 16 км²;
- Колон — 61 км²;
- Кристобаль — 37 км²;
- Попа — 53 км²;
- Соларте — 8 км².

А также необитаемые два острова — группа Кайос-Сапатилья.

## Административное деление и поселения
Административно острова входят в округ Бокас-дель-Торо провинции Бокас-дель-Торо. Главный город архипелага (одновременно и главный город провинции) Бокас-дель-Торо (Бокас-Таун) находится на острове Колон. Кроме административного центра, города Бокас-дель-Торо на острове Колон следует назвать также такие крупные поселения, как Бастиментос, Сальт-Крик и Пунта-Лаурель (все — на острове Бастиментос).

## Транспорт
К западу от Бокас-Тауна построен международный аэропорт Bocas del Toro «Isla Colón» International Airport, соединяющий также и острова архипелага. Из Бокас-Тауна к прибрежным городам Панамы ходят также паромы, основное же сообщение между островами Бокас-дель-Торо осуществляется водными такси и лодками.

## Съёмки реалити-шоу
В 2001 году на островах Кайос-Сапатилья велись съёмки российского реалити-шоу «Последний герой 1: Остаться в живых».